# Крой
Крой, точнее Крои (Croÿ, варианты транслитерации — Круи, Круа) — знатнейший владетельный дом Исторических Нидерландов, выдвинувшийся на первые роли на службе у герцогов Бургундских XV века и с 1486 года занимавший место в рейхстаге. Первый в Священной Римской империи баронский род, произведённый в князья (1594). Представители рода вписали свои имена в историю почти всех стран Европы: среди них — два епископа-герцога Камбре, кардинал-архиепископ Толедо, кардинал-архиепископ Руана, пять епископов, князь Новоградский и Машевский, маршал Франции, один русский и несколько австрийских фельдмаршалов, великий конюший испанской короны, губернаторы Нидерландов и 32 кавалера ордена Золотого руна.

## Происхождение и название
Земля и деревня Крой (Croÿ) или Круй (Crouÿ, ныне Круи-Сен-Пьер) на берегу Соммы в Пикардии впервые упоминается в документах в 1066 году, как владение Эсташа, сира де Пикиньи, видама Амьенского. Расположена в 18 км от Амьена и в 5 км от Пикиньи, на местами заболоченном меловом плато, давшем этой сеньории название. Старинное слово croi, или croye соответствует современному французскому craie («мел»). Латинское название местности Croiacum передавалось в средневековых документах то как «Крой», то как «Круй».
Династия сеньоров де Крой известна, по меньшей мере, с 1207 года, когда некий Жиль, сеньор де Крой, оформил дарение монастырю Гар, расположенному неподалёку на болотах. Жиль также принёс в 1215 году оммаж Ангеррану, видаму Амьенскому. Поколенная роспись прослеживается только с Жака де Кроя, жившего в 1287 году. Родовой замок Крой был расположен в двух лье от деревни, в местности Арен (Araines, или Airaines), и его развалины ещё существовали в XVI веке.
9 апреля 1486 года римский король Максимилиан Габсбург возвёл сеньорию Шиме, принадлежавшую Шарлю I де Крою, в ранг имперского княжества. Диплом также подтверждал легендарное происхождение дома де Крой от династии венгерских королей. Согласно этому преданию, король Бела Слепой в конце XII века был вынужден отправиться в изгнание, и укрылся во Франции, и там его сын Марк Венгерский женился на Катрин, наследнице Арена и Кроя. Поэтому, якобы, гербы этих двух сеньорий содержат венгерскую геральдическую эмблему: d’argent à trois fasces de gueules (в серебряном поле три червленых пояса).
Позднейшие генеалоги датировали брак Марка и Катрин 1181 годом и приводили даже текст эпиталамы, сочиненной по этому случаю неким Пьером из Тура. В тексте, написанном, по-видимому, в XVI веке и неудачно стилизованном под старофранцузский язык, возносится благодарение «великому Богу Юпитеру».
В латинской генеалогии от Адама, составленной для Шарля III де Кроя, сообщается, что «через этого Марка, Кройское древо распространило свои колена следующим образом» (Et ab hoc Marco arbor Croyaca suos ramos hunc in modum expandit):
- «Жан, сын Марка, барон де Крой и д’Арен»
- «Гийом, брат названного Жана, барон де Крой и д’Арен»
- «Жак, сын названного Жака (sic!), барон де Крой и д’Арен»
- «Гийом, сын предшествующего Жака, барон де Крой и д’Арен»
- «Жан, сын названного Гийома, барон де Крой и д’Арен, де Ранти и де Сенеген»
- «Аршамбо, барон де Крой, сын названного Жана»
- «Антуан, брат названного Аршамбо, барон де Крой и д’Арен, де Ранти и де Сенеген, граф де Порсеан»
- И так далее, вплоть до заказчика этой росписи

Историки, пытавшиеся придать этой легенде видимость правдоподобия, вывели пять поколений рода, на временном отрезке в 173 года между Марком Венгерским и Гийомом Старым (ум. 1384), впервые упомянутым в середине XIV века:
1. Марк
2. Жан
3. Жак Старый
4. Жак II
5. Гийом

Относительно происхождения Марка Венгерского генеалогия XVI века сомневается, считать ли его братом Андраша III, или сыном Иштвана, сына Белы II, и племянником Андраша II, или, наконец, младшим братом Андраша II.
Отец Ансельм во избежание путаницы указывает, что во Франции есть несколько мест под названием Круи (Crouy), но все они пишутся с буквой u, в отличие от сеньории дома де Крой. По любопытному совпадению, в Амьене существовала ещё одна дворянская семья, писавшаяся как Croy, и давшая нескольких городских мэров, но она имеет иное происхождение и герб.

## Старшая линия рода
Сеньоры де Крой, Ранти, графы и принцы Порсеанские, герцоги Арсхот и де Крой, принцы де Шиме
```
Жак
 (уп. 1287), сеньор де Крой
X 1) 
Маргарита д'Арен

X 2) 
Маргарита де Суассон
, дама де Морёй
│
└1> 
Жак Старый
, сеньор де Крой и д'Арен
    X 
Маргарита де Пикиньи
 (ум. 1315)
    │
    └─> 
Гийом Старый
 (ум. 1384), сеньор де Крой и д'Арен
        X 
Изабо де Ранти
, дама де Ранти
        │
        ├─> 
Жан I
 (ум. 1415), сеньор де Крой, Арен и Ранти
        │   X 
Мария де Краон
 (1368—1409)
        │   │    
        │   ├─> 
Антуан I
 (ок. 1385/1390—1475), 
граф де Порсеан

        │   │   X 1) 
Мария де Рубе
, дама д'Обанкур (ум. до 1432)
        │   │   X 2) 
Маргарита Лотарингская
 (ум. до 1474), дама д'Арсхот
        │   │   │
        │   │   ├1> 
Маргарита (Мария)
 
        │   │   │   X 
Генрих IV
, бургграф Монфорта (ум. 1459)
        │   │   │  
        │   │   ├2> 
Филипп I
 (ум. 1511), 
граф де Порсеан

        │   │   │   X 
Жаклин де Люксембург
 (ум. 1518)
        │   │   │   │
        │   │   │   ├─> 
Анри
 (1456—1514), 
граф де Порсеан

        │   │   │   │   X 
Шарлотта де Шатобриан
 (ум. 1509), дама де Луаньи
        │   │   │   │   │
        │   │   │   │   ├─> 
Филипп II
 (1496—1549), герцог Арсхот
        │   │   │   │   │   X 1) 
Анна I де Крой
 (1501—1539)
        │   │   │   │   │   X 2) 
Жанна д'Юмьер

        │   │   │   │   │   X 3) 
Анна Лотарингская
 (1522—1568)
        │   │   │   │   │   │
        │   │   │   │   │   ├1> 
Шарль II
 (1522—1551), герцог Арсхот, принц де Шиме
        │   │   │   │   │   │   X 1) 
Луиза де Лоррен
 (1521—1542)
        │   │   │   │   │   │   X 2) 
Антуанетта де Бургонь-Ла-Вер
 (1529—1588)
        │   │   │   │   │   │
        │   │   │   │   │   ├1> 
Луиза
 (1524 — после 1585)
        │   │   │   │   │   │   X 1) 
Максимилиан Бургундский
 (1514—1558), сеньор де Беверен
        │   │   │   │   │   │   X 2) 
Жан Бургундский
 (1525—1585), сеньор де Фруамон
        │   │   │   │   │   │
        │   │   │   │   │   ├1> 
Филипп III
 (1526—1595), герцог Арсхот, принц де Шиме
        │   │   │   │   │   │   X 1) 
Йоханна Генриетта ван Халевин
 (1544—1581), виконтесса Ньивпорта
        │   │   │   │   │   │   X 2) 
Жанна де Блуа-Трелон
 (ум. 1605)
        │   │   │   │   │   │   │
        │   │   │   │   │   │   ├1> 
Шарль III
 (1560—1612), герцог Арсхот и де Крой, принц де Шиме
        │   │   │   │   │   │   │   X 1) 
Мария де Бримё
 (ум. 1605), графиня ван Меген
        │   │   │   │   │   │   │   X 2) 
Доротея де Крой
 (ум. 1662)
        │   │   │   │   │   │   │   │
        │   │   │   │   │   │   │   └─> (бастард) 
Франциск
 (ум. после 1654)
        │   │   │   │   │   │   │       X 
Доротея де Равиль
, дама де Вальмеранж
        │   │   │   │   │   │   │
        │   │   │   │   │   │   ├1> 
Анна II
 (1564—1635), герцогиня Арсхот и де Крой, принцесса де Шиме
        │   │   │   │   │   │   │   X 
Шарль де Линь
, князь д’Аренберг (1550—1616)
        │   │   │   │   │   │   │
        │   │   │   │   │   │   └1> 
Маргарита
 (1568—1614), дама ван Халевин и де Коммин
        │   │   │   │   │   │       X 1) 
Пьер II де Энен
, граф де Буссю (ум. 1598)
        │   │   │   │   │   │       X 2) граф 
Вратислав фон Фюрстенберг
 (1584—1631)
        │   │   │   │   │   │
        │   │   │   │   │   ├1> 
Гийом
 (1527—1565), маркиз де Ранти
        │   │   │   │   │   │   X 
Анна ван Ренессе
 (1533—1586)
        │   │   │   │   │   │   │
        │   │   │   │   │   │   └─> 
Анна
 (ум. 1608), маркиза де Ранти
        │   │   │   │   │   │       X 1) 
Эммануэль-Филибер де Лален
 (1557—1590), сеньор де Монтиньи
        │   │   │   │   │   │       X 2) 
Филипп де Крой
 (ум. 1612), граф де Сольр
        │   │   │   │   │   │
        │   │   │   │   │   └3> 
Шарль-Филипп
 (1549—1613), маркиз д'Авре
        │   │   │   │   │       X 
Диана де Доммартен
 (1552 — после 1625), графиня де Фонтенуа-Ле-Шато
        │   │   │   │   │       │
        │   │   │   │   │       ├─> 
Шарль-Александр
 (1581—1624), герцог де Крой
        │   │   │   │   │       │   X 1) 
Иоланда де Линь
, дама де Ти-Ле-Шато (ум. 1611)
        │   │   │   │   │       │   X 2) 
Женевьева д'Юрфе
 (1595—1656)
        │   │   │   │   │       │   │
        │   │   │   │   │       │   └1> 
Мари-Клер
 (1605—1664), герцогиня д'Авре
        │   │   │   │   │       │       X 1) 
Шарль-Филипп-Александр де Крой
 (ум. 1640), маркиз де Ранти, Порсеан и Гин
        │   │   │   │   │       │       X 2) 
Филипп-Франсуа де Крой
 (ум. 1650), виконт де Лангль
        │   │   │   │   │       │
        │   │   │   │   │       ├─> 
Эрнест
 (1583—1631), герцог де Крой
        │   │   │   │   │       │   X 
Анна Померанская
 (1590—1660)
        │   │   │   │   │       │   │
        │   │   │   │   │       │   └-> 
Эрнст Богуслав
 (1620—1684), герцог де Крой, князь Новоградский и Машовский
        │   │   │   │   │       │
        │   │   │   │   │       ├─> 
Доротея
 (ум. 1662)
        │   │   │   │   │       │   X герцог 
Шарль III де Крой
 (1560—1612)
        │   │   │   │   │       │
        │   │   │   │   │       └─> 
Екатерина
 (ум. 1664)
        │   │   │   │   │           X князь 
Филипп Отто фон Зальм
 (1575—1634)
        │   │   │   │   │
        │   │   │   │   ├─> 
Гийом
 (1498—1521), кардинал, 
архиепископ Толедский

        │   │   │   │   │
        │   │   │   │   ├─> 
Шарль
 (ум. ок. 1556), 
принц Порсеанский

        │   │   │   │   │   X 
Франсуаза д'Амбуаз

        │   │   │   │   │   │
        │   │   │   │   │   └─> 
Антуан II
 (ок. 1541—1567), 
принц Порсеанский

        │   │   │   │   │       X 
Екатерина Клевская
 (ок. 1548—1633), графиня д'Э, принцесса де Шато-Рено
        │   │   │   │   │
        │   │   │   │   ├─> 
Роберт
 (1500/1506—1556), 
епископ Камбре

        │   │   │   │   │
        │   │   │   │   ├─> 
Шарль
 (1506/1507—1564), 
епископ Турне

        │   │   │   │   │
        │   │   │   │   ├─> 
Жаклин
 (ум. ок. 1550)
        │   │   │   │   │   X 
Антон ван Берген
 (1500—1541), маркграф ван Берген-оп-Зом
        │   │   │   │   │
        │   │   │   │   ├─> 
Шарлотта
, аббатиса в Гилангьене
        │   │   │   │   │
        │   │   │   │   └─> 
Элен
 (ум. 1535)
        │   │   │   │       X 
Жак III де Люксембург
, 
граф де Гавр
 (ум. 1530)
        │   │   │   │
        │   │   │   ├─> 
Антуан
 (1457—1495), 
епископ Теруана

        │   │   │   │
        │   │   │   └─> 
Гийом
 (1458—1521), маркиз Арсхот
        │   │   │       X 
Мария Магдалина ван Хамаль-Тразенье

        │   │   │
        │   │   ├2> 
Жанна
 (1435—1504)
        │   │   │   X 
Людвиг I Черный
, пфальцграф фон Цвайбрюккен унд Вельденц (1424—1489)
        │   │   │
        │   │   ├2> 
Жан I
 (1436—1505), сеньор дю Рё → 
линия Крой-Ле Рё

        │   │   │   X 
Жанна де Крезек
 (ум. ок. 1498)
        │   │   │
        │   │   ├2> 
Мария

        │   │   │   X 1) 
Вильгельм II фон Лооз
, граф фон Бланкенхейм (1441—1469)
        │   │   │   X 2) граф 
Георг фон Вирнебург
 (ум. 1486/1488)
        │   │   │
        │   │   ├2> 
Изабо
 (ум. ок. 1523), дама де Бар-сюр-Об
        │   │   │   X 
Гийон д'Эстутвиль
, сеньор де Муайон (ум. 1512/1513)
        │   │   │
        │   │   ├2> 
Жаклин
 (ум. 1486)
        │   │   │   X барон 
Жан IV де Линь
 (ок. 1435—1491)
        │   │   │
        │   │   └2> 
Жанна
 (ум. 1512), аббатиса
        │   │
        │   ├─> 
Жан II
 (ок. 1395—1473), граф де Шиме → 
линия Крой-Шиме

        │   │   X 
Мария де Лален
 (1405—1474), дама де Кьеврен
        │   │
        │   ├─> 
Леон
, 
великий бальи Эно

        │   │
        │   ├─> 
Жанна

        │   │   X 1) 
Жан I де Ланнуа

        │   │   X 2) 
Жан де Сомбресс

        │   │
        │   ├─> 
Аньес
, любовница 
Жана Бесстрашного

        │   │
        │   ├─> 
Жаклин
, дама де Бьевр
        │   │   X 
Антуан де Рюбампре
, сеньор д'Оти (ум. 1453)
        │   │
        │   ├─> 
Мари-Луиза

        │   │   X 
Луи де Бурнель
, сеньор де Тьемброн (ум. после 1444)
        │   │
        │   └─> 
Жанна
 (ум. после 1493)
        │       X 
Жан IV де Бовуар
, сеньор д'Авелюи
        │
        ├─> 
Элеонора

        │   X 
Колибо де Буассю

        │
        └─> 
Мари

            X 
Матье де Фонтене
```

## Между Бургундией и Францией
Замок Круа, которым владели средневековые представители рода, стоит в Северном Брабанте, в границах современных Нидерландов. Семейное предание производит род от некого венгерского королевича, который якобы перебрался в Нижние земли и взял в жёны наследницу упомянутого замка. В 1397 году Круа унаследовали город Шиме, который со временем стал столицей одноимённого княжества. 

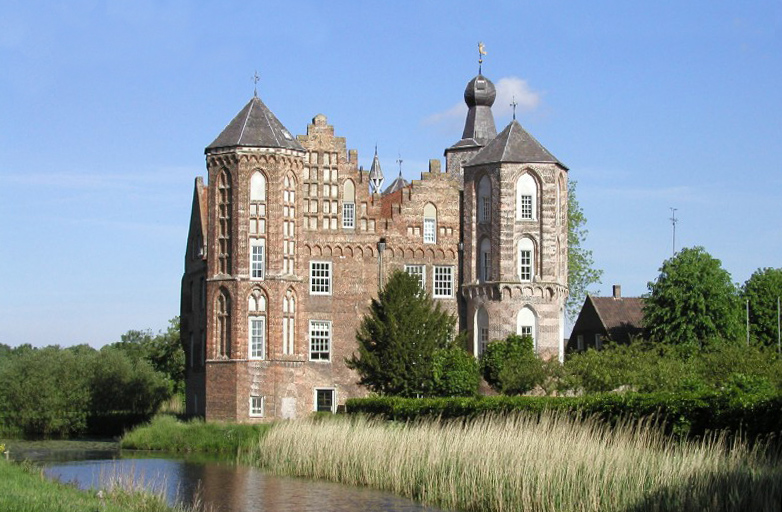
Замок Круа в Брабанте (XV век)

Жан I де Крой выдвинулся в качестве доверенного лица и советника бургундских герцогов Филиппа Смелого и Иоанна Бесстрашного. Последний был неравнодушен к его дочери и имел от неё внебрачных детей, включая будущего архиепископа Трирского. Активный участник Столетней войны, Жан де Круа в 1412 году осаждал Бурж, но был задержан по приказу Изабеллы Баварской. Бежав из заточения, Жан с двумя сыновьями принял смерть при Азенкуре (1415).
Его сын Антуан Великий занимал пост губернатора Нидерландов и Люксембурга. Благодаря браку с лотарингской принцессой он приобрёл сеньорию Арсхот на севере Фландрии. Во время бургундского посольства к будущему Карлу VII тот велел задержать его по обвинению в организации убийства Людовика Орлеанского и подвергнуть пытке. Впоследствии он был прощён и получил от короля титулы графа Порсьена и Гина.
Карл Смелый не одобрял Антуана за профранцузские взгляды и притязания на наследие графини Намюрской. После восшествия Карла на престол Антуан бежал ко двору Людовика XI; будущий Людовик XII приходился ему крёстным сыном. Перешагнув за 80-летний рубеж, Антуан примирился с бургундцами и вернулся во владения своих предков.

## Круа-Аршо

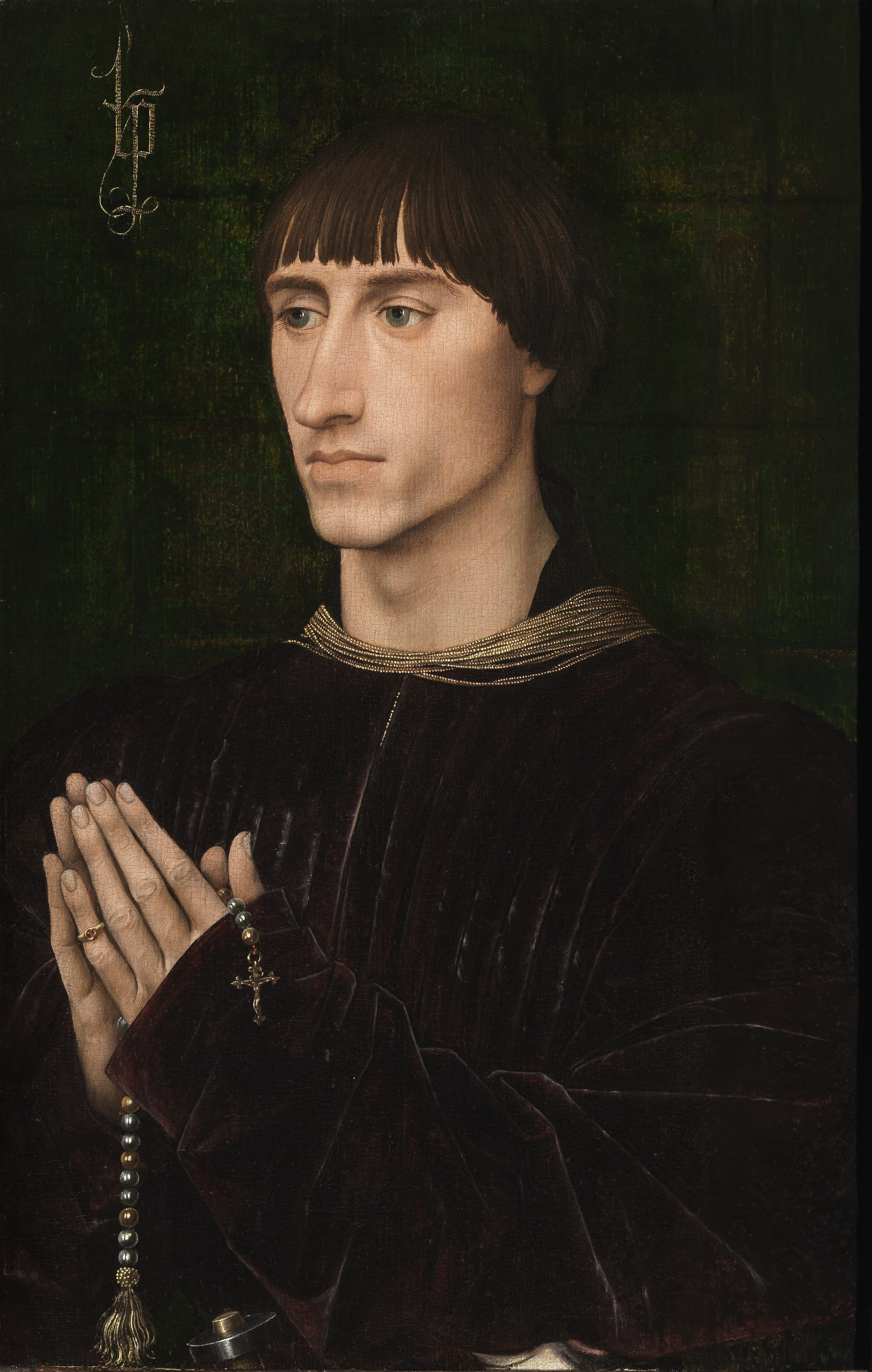
Филипп де Крой на портрете кисти Рогира ван дер Вейдена

Линия Крой-Арсхот происходит от старшего сына Антуана Великого, Филиппа де Кроя. Он вырос вместе с Карлом Смелым и благодаря его содействию силой взял в жёны дочь коннетабля Сен-Поля. В 1471 году Филипп с 600 рыцарями бежал во Францию, но впоследствии примирился со своим сюзереном и был взят в плен при Нанси. Он поддерживал идею брака Марии Бургундской с Максимилианом Габсбургом, по поручению которого впоследствии управлял Геннегау, Льежем и Валансьеном. Он профинансировал строительство новой семейной усыпальницы в Порсьене.
Потомки Филиппа сохраняли верность Габсбургам. Его сын, Гийом де Крой, был приставлен наставником к малолетнему Карлу V, благодаря чему получил в Испании титулы маркиза и герцога. Всеобщая ненависть испанцев к заносчивому чужеземцу чуть не привела к восстанию в Кастилии. На знаменитом Вормсском рейхстаге он был отравлен. Там же умер (после падения с лошади) и его 22-летний племянник, архиепископ Толедо и примас Испании. Брат последнего, Филипп II де Крой, — видный военачальник Карла V, зять герцога Антуана II Лотарингского, выменявший нормандское поместье Лонгви на Авре под Монсом.
Сын и наследник Филиппа II, Шарль II де Крой, унаследовал от матери княжество Шиме, а от отца — титул герцога Арсхота. Он был умерщвлён ещё молодым в Кьеврене, не оставив наследника ни от брака с дочерью 1-го герцога Гиза, ни от брака с дочерью Адольфа Бургундского. Земли дома Круа унаследовал его брат Филипп III де Крой. В разгар Нидерландской революции, командуя обороной Антверпена, он предал Филиппа Испанского и перешёл на сторону восставших, но когда его пленили жители Гента, а планы передать управление Нидерландами в руки Матвея Австрийского провалились, вымолил у испанской короны прощение и удалился доживать свой век в Венецию.
Единственный сын Филиппа III, Шарль III (1560—1612), отъехал из Нидерландов на службу к Бурбонам, был пожалован Генрихом IV герцогским титулом во французском пэрстве, но детей от двух браков не прижил. После его смерти титул герцога Арсхота и соответствующие владения перешли к сестре и её детям от брака с князем Аренбергом из рода Линей. После этого случая в доме Круа стали обычным делом браки между представителями различных ветвей рода, которые позволяли сохранять владения и титулы в руках потомков Антуана Великого.

## Линия Крой-Ле Рё

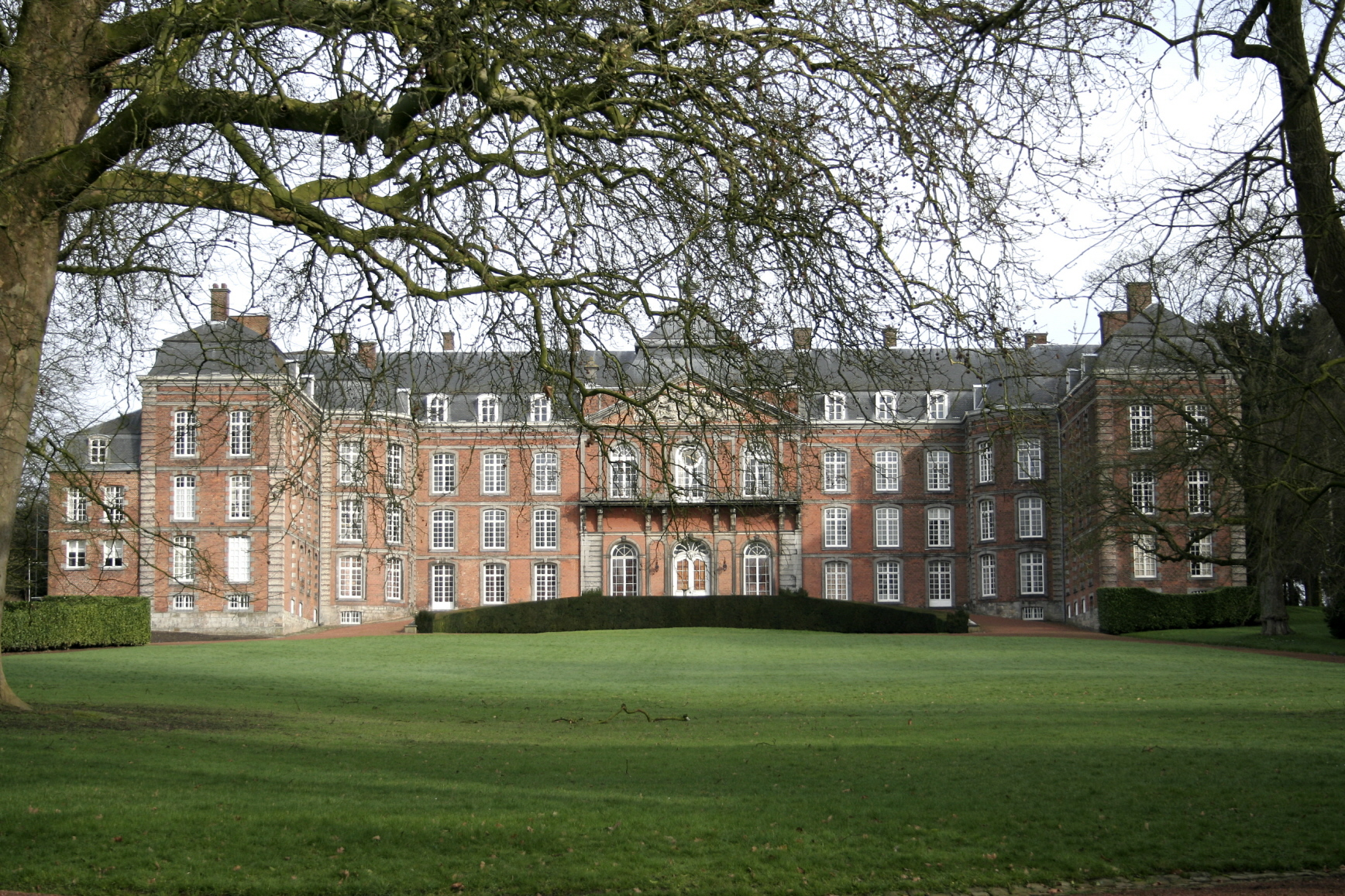
Дворец-замок рода Круа в Ре

Ветвь Крой-Ле Рё ведёт своё происхождение от второго сына Антуана Великого. Её резиденцией служил дворец-замок Ле-Ре в Эно. Адриен де Крой-Рё в середине XVI века управлял от имени испанского короля Фландрией и Артуа. Александр Фарнезе состоял в романтических отношениях с его внучкой. После смерти Эрнста Богуслава фон Круа к этой ветви перешло старшинство в роде вкупе с герцогским титулом. Наиболее известный представитель этой линии — Карл Евгений де Круа, князь Миллендонк (1651—1702), генерал-фельдмаршал на саксонской и русской службах, потерпевший от шведов унизительное поражение под Нарвой. Род Круа-Рё угас в 1767 году.
Сеньоры и графы дю Рё, титулярные герцоги де Крой, князья фон Миллендонк:
```
Жан I
 (1436—1505), сеньор дю Рё
X 
Жанна де Крезек
  (ум. ок. 1498)
│
├─> 
Ферри
 (ум. 1524), сеньор дю Рё
│   X 
Ламберта де Бримё
 (ок. 1474—1556)
│   │
│   ├─> 
Адриен
 (ум. 1553), граф дю Рё
│   │   X 
Клод де Мелён
 (ум. 1566)
│   │   │
│   │   ├─> 
Жан II
 (ум. 1581), граф дю Рё
│   │   │   X 
Мари де Рекур

│   │   │
│   │   ├─> 
Эсташ I
 (ум. 1585/1609), граф дю Рё
│   │   │   X 
Луиза де Гистель

│   │   │
│   │   ├─> 
Жерар
 (ум. 1585 или 1607), граф дю Рё
│   │   │   X 
Иоланда де Берлемон

│   │   │
│   │   ├─> 
Ламбертина
 (ум. 1601)
│   │   │   X 1) 
Антуан де Крой
, сеньор де Фонтен-Л'Эвек
│   │   │   X 2) 
Жиль де Берлемон
 (ок. 1545—1579), сеньор де Йерж
│   │   │
│   │   └─> 
Клод

│   │       X 
Антуан де Рюбампре
, виконт де Монтенакен (ум. 1576)
│   │    
│   ├─> 
Ферри
, сеньор де Фромессан
│   │   
│   ├─> 
Эсташ
 (ок. 1505—1538), 
епископ Арраса
 
│   │
│   └─> 
Мария
 (ум. 1546), дама де Лонпре
│       X 
Адриен де Буленвийе
, виконт де Дрё
│
├─> 
Жан
 (ум. 1524), сеньор де Крезек
│   X 
Элеонора де Тьен
 (ум. после 1526), дама де Ломбиз
│   │
│   └─> 
Эсташ
 (ум. 1609), сеньор де Крезек
│       X 1) 
Луиза д'Онньи

│       X 2) 
Анна ван Нораут
 (ум. 1592)
│       X 3) 
Анна де Бернемикур

│       │
│       ├2> 
Анна
 (ум. 1592)
│       │   X 1) 
Луи де Лонгваль
 (ум. 1590), сеньор д'Экорне
│       │   X 2) 
Филипп де Рюбампре
 (ум. 1639), граф де Вертен
│       │
│       ├2> 
Клод
 (1569—1636), сеньор де Крезек, граф дю Рё
│       │   X 
Анна д'Этурнель
 (ум. после 1637)
│       │   │
│       │   ├─> 
Эсташ II
 (1608—1653), граф дю Рё
│       │   │   X 
Теодора Гертруда Мария фон Кеттлер
 (1613—1682)
│       │   │   │
│       │   │   ├─> 
Альбер-Клод
 (ум. 1660), граф дю Рё
│       │   │   │
│       │   │   ├─> 
Фердинанд-Гастон-Ламораль
 (ум. 1720), граф дю Рё, герцог де Крой
│       │   │   │   X 
Мария ван Берген
 (ум. 1714)
│       │   │   │   │
│       │   │   │   ├─> 
Жозеф-Фердинанд
 (1696—1711)
│       │   │   │   │
│       │   │   │   ├─> 
Александр
 (ум. 1703), имперский полковник кавалерии
│       │   │   │   │
│       │   │   │   ├─> 
Тереза-Максимильена
 (ум. 1719), канонисса в Монсе
│       │   │   │   │
│       │   │   │   ├─> 
Мари-Филиппина
 (1669—1737)
│       │   │   │   │   X маркиз 
Отон-Жиллон де Тразеньи
 (ум. 1720)
│       │   │   │   │
│       │   │   │   ├─> 
Филипп-Франсуа
 (ум. 1723), герцог де Крой, граф дю Рё
│       │   │   │   │   X 1) 
Анна-Луиза де Латрамери
, маркиза де Форе (ум. 1706)
│       │   │   │   │   X 2) 
Луиза Франсуаза де Амаль

│       │   │   │   │   │
│       │   │   │   │   ├1> 
Анна Мария
 (1706—1792)
│       │   │   │   │   │   X 
Жан-Франсуа Бетт
, маркиз де Леде (1667—1725)
│       │   │   │   │   │
│       │   │   │   │   └2> 
Фердинанд-Гастон-Жозеф-Александр
 (1709—1767), герцог де Крой, граф дю Рё
│       │   │   │   │       X 
Максимильена Тереза д'Онньи
 (ум. 1774)
│       │   │   │   │
│       │   │   │   └─> 
Адриен
 (1680—1699)
│       │   │   │
│       │   │   ├─> 
Филипп-Альбер
 (ум. 1660)
│       │   │   │
│       │   │   ├─> 
Филипп-Франсуа-Альбер
, маркиз де Варнек
│       │   │   │   X 1) 
Клодин-Франсуаза де Ла-Пьер дю Фе
, дама де Липпело
│       │   │   │   X 2) 
Мари Эльман де Вильбрёк

│       │   │   │   X 3) 
Изабелла Блилевен

│       │   │   │   │
│       │   │   │   ├1> 
Мария Тереза
 (1678—1713), баронесса дю Фе
│       │   │   │   │   X граф 
Генрих цу Зальм-Кирбург
 (1674—1714)
│       │   │   │   │
│       │   │   │   ├2> 
Филиппина-Шарлотта
 (ум. 1734)
│       │   │   │   │
│       │   │   │   ├2> 
Мария-Филиппина
, аббатиса Херкенроде
│       │   │   │   │
│       │   │   │   └3> 
Люси

│       │   │   │
│       │   │   ├─> 
Катрин-Франсуаза-Элизабет-Мария
 (ум. 1686)
│       │   │   │   X князь 
Вальрад фон Нассау-Узинген
 (ум. 1702)
│       │   │   │
│       │   │   ├─> 
Мария-Леопольдина

│       │   │   │   X 
Фердинанд де Ланнуа
, маркиз де Отпон
│       │   │   │
│       │   │   ├─> 
Шарлотта-Генриетта-Мария

│       │   │   │
│       │   │   └─> 
Мария-Филиппина-Ипполита
, канонисса в Монсе
│       │   │
│       │   ├─> 
Луи
 (ум. 1647), епископ Ипра
│       │   │
│       │   ├─> 
Шарль
 (ум. 1658)
│       │   │
│       │   ├─> 
Жак-Филипп
 (ум. 1681), князь фон Миллендонк
│       │   │   X 
Изабелла ван Бронкхорст
, баронесса фон Миллендонк
│       │   │   │
│       │   │   ├─> 
Карл Евгений
 (1651—1702), князь фон Миллендонк, русский генерал-фельдмаршал
│       │   │   │   X 
Юлия ван Берген
 (1638—1714)
│       │   │   │
│       │   │   ├─> 
Казимир
 (ум. 1689)
│       │   │   │
│       │   │   ├─> 
Филипп Генрих
 (1652—1724), суб-декан в Кёльне
│       │   │   │
│       │   │   ├─> 
Томас Мориц
 (ум. 1683)
│       │   │   │
│       │   │   ├─> 
Иоганн Якоб
 (ум. 1677), каноник в Кёльне
│       │   │   │
│       │   │   └─> 
Генрих
, барон ван Кларк
│       │   │
│       │   ├─> 
Флорис
 (ум. 1672), барон ван Кларк
│       │   │
│       │   ├─> 
Клод
, барон ван Кларк
│       │   │   X 
Франциска Маресидор

│       │   │
│       │   ├─> 
Жанна-Франсуаза-Мария
 (ум. 1681)
│       │   │   X 
Рене де Тьен
, граф де Румбек (ум. 1675)
│       │   │
│       │   └─> 
Клер-Эжени-Франсуаза
, канонисса в Нивеле
│       │
│       ├2> 
Франсуа-Анри
, граф де Меген (ум. 1616)
│       │   X 
Онорина фон Виттем

│       │   │
│       │   ├─> 
Альбер-Франсуа
 (ок. 1615—1674), граф де Меген
│       │   │   X 
Мари-Мадлен Эжени де Ганд-Вилен д'Изенгьен
 (1622—1684)
│       │   │
│       │   ├─> 
Мадлен-Сесиль-Дороте
 (ум. 1692)
│       │   │   X 
Шарль-Франсуа д'Идегем

│       │   │
│       │   └─> 
Анна-Александрина

│       │       X 
Антонио де ла Куэва

│       │
│       ├2> 
Мария
, монахиня в Варсте
│       │
│       └2> 
Жанна-Ламбертина
 (ум. 1624)
│           X 
Антуан дю Шатель
, сеньор де Ла Овардьер (ум. 1639)
│
└─> 
Иоланда

    X 
Клод де Бодош
, сеньор де Мулен-ле-Мец
```

## Линия Крой-Шиме
Линия Крой-Шиме происходит от младшего брата Антуана Великого — Жана II (1395—1473), наместника Намюра и Эно, первого графа Шиме и одного из первых кавалеров ордена Золотого руна. Его сын Шарль I де Крой (1455—1527) способствовал удержанию бургундского наследства за Габсбургами, за что его титул был императором Максимилианом повышен в 1486 году с графского до княжеского. Он присутствовал при крещении будущего Карла V в качестве одного из назначенных воспитателей. От брака с Луизой д’Альбре (сестрой наваррского короля) у него были только дочери. Старшая вступила в брак с кузеном, герцогом Арсхота, потомки которого и унаследовали Шиме.
Графы и князья де Шиме, сеньоры де Сампи, маркизы де Фальсес:
```
Жан II
 (ок. 1395—1473), граф де Шиме
X 
Мария де Лален
 (1405—1474), дама де Кьеврен
│
├─> 
Филипп
 (1434—1482), граф де Шиме
│   X 
Вальбурга фон Мёрс унд Саарведен
 (1440—1483), графиня фон Мёрс
│   │
│   ├─> 
Шарль I
 (1455—1527), князь де Шиме
│   │   X 
Луиза д'Альбре
 (ум. 1531)
│   │   │
│   │   ├─> 
Анна
 (1502—1539), княгиня де Шиме
│   │   │   X 
Филипп II де Крой
, герцог Арсхот (1496—1549)
│   │   │
│   │   └─> 
Маргарита
 (1508—1540), дама де Ваврен 
│   │       X граф 
Шарль II де Лален
 (ок. 1506—1558)
│   │
│   ├─> 
Жан
 (ум. 1525), сеньор де Тур-сюр-Марн
│   │   X 
Адриана ван Ставеле

│   │
│   ├─> 
Антуан
 (ум. 1546), сеньор де Сампи
│   │   X 1) 
Луиза де Люксембург
 (ум. 1518)
│   │   X 2) 
Анна ван дер Грахт
, графиня Фюрна
│   │   │
│   │   ├1> 
Жак III
 (1508—1587), сеньор де Сампи
│   │   │   X 1) 
Анна де Энен
, дама де Фонтен-Л'Эвек
│   │   │   X 2) 
Анна ван Хорн
, госпожа Памела и Дилбека
│   │   │   X 3) 
Иоланда де Ланнуа
 (1525—1610), дама де Молембе и де Сольр
│   │   │   │
│   │   │   ├1> 
Антуан
 (ум. до 1563), сеньор де Фонтен-л'Эвек
│   │   │   │   X 
Ламбертина де Крой
 (ум. 1601)
│   │   │   │
│   │   │   ├2> 
Анна
 (ум. 1618), дама ван Памел и Бермерен
│   │   │   │   X 
Никола де Монморанси
, граф д'Эстерр (ум. 1617)
│   │   │   │
│   │   │   ├3> 
Филипп
 (1562—1612), граф де Сольр → 
линия Крой-Сольр

│   │   │   │   X 1) 
Анна де Бофор
 (ум. 1588)
│   │   │   │   X 2) 
Анна де Крой
 (ум. 1608), маркиза де Ранти
│   │   │   │   X 3) 
Гийеметта де Куси
 (ум. 1630), дама де Шемери
│   │   │   │
│   │   │   ├3> 
Антуан
, сеньор де Коруа
│   │   │   │   X 
Мария де Ланс
, баронесса д'Обиньи
│   │   │   │
│   │   │   └3> 
Жак
 (1566—1638), сеньор де Ферьер
│   │   │       X 
Ана Мария Каррильо де Перальта
 (1578—1640), маркиза де Фальсес
│   │   │       │
│   │   │       └-> 
Диего Антонио Фелисио
 (1618—1682), маркиз де Фальсес
│   │   │           X 
Мария Уртадо де Мендоса
, графиня де Тендилья
│   │   │
│   │   └2> 
Анна
 (ок. 1524—1573), виконтесса Фюрна
│   │       X 
Мартин ван Хорн
, граф ван Уткерке (ум. 1570)
│   │
│   ├─> 
Екатерина
 (ум. 1544)
│   │   X 
Роберт II де Ламарк
, герцог де Буйон (ум. 1536)
│   │
│   ├─> 
Франсуаза

│   │   X 
Антуан I де Люксембург
 (ум. 1519), граф де Бриенн
│   │
│   └─> 
Маргарита
 (ум. 1514)
│       X граф 
Якоб III ван Хорн
 (ум. 1531)
│
├─> 
Жак
 (ок. 1436—1516), 
епископ и герцог Камбре

│
├─> 
Мишель
 (ум. 1516), сеньор де Сампи
│   X 
Элизабет ван Ротселар
 (ум. 1529), госпожа ван Первейс и Дюффел
│   │
│   └─> (бастард) 
Мишель
, бастард де Сампи → 
линия бастардов де Крой

│       X 
Мария ван Халле

│
├─> 
Оливье
, рыцарь-иоаннит
│
├─> 
Жаклин

│   X 
Жан IV де Нель
, сеньор д'Офемон (ум. после 1475)
│
├─> 
Изабо

│   X 
Филипп де Ваврен
 (ум. 1500)
│
├─> 
Жанна
, аббатиса
│
└─> 
Катрин

    X 
Адриен де Бримё
 (ум. 1515)
```

## Линия Крой-Сольр

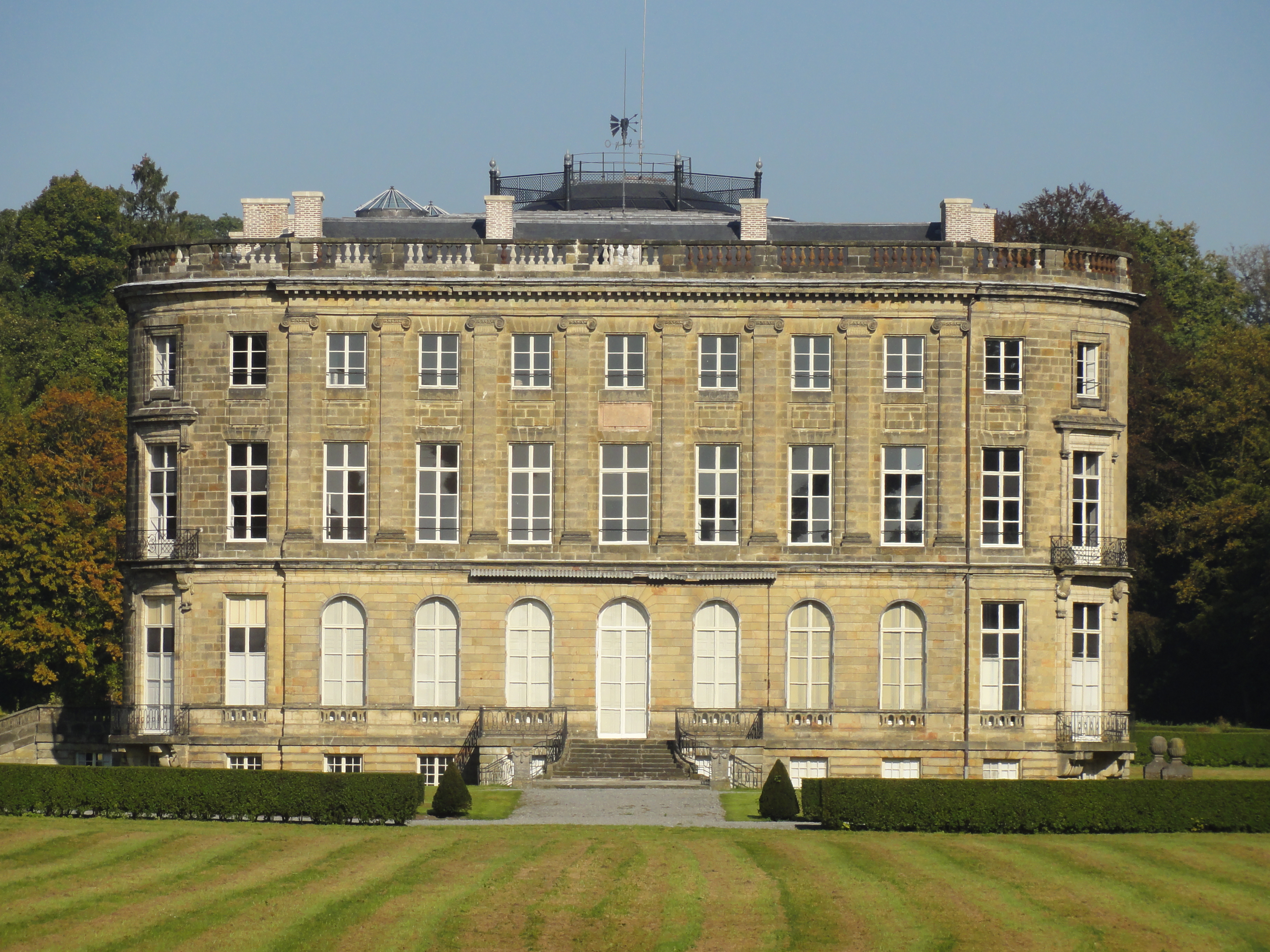
«Эрмитаж» — с 1789 г. основная резиденция герцогов Круа во Фландрии

Одна из младших (и единственная существующая по сей день) ветвь рода происходит от правнука Жана II — графа Филиппа де Сольра. Представители этого дома владели баронствами Фонтен-л’Эвек, Сольр и Туркуэн во Фландрии. После угасания к первой половине XIX века всех прочих ветвей дома Круа именно к ней перешли их титулы и владения. 8-й герцог Круа с началом Французской революции переселился в Дюльмен (Вестфалия), который достался ему в качестве приданого за супругой из кирбургской ветви Зальмского дома. Людовик XVIII способствовал избранию одного из его сыновей архиепископом Руанским.
Потомки 8-го герцога, будучи медиатизованы, живут ныне как во Франции, так и в Германии. Из их числа примечательна Изабелла фон Круа — известная своей спесивостью супруга Фридриха Тешинского.
До июня 2011 года во главе рода стоял 14-й герцог Круа — Карл-Эммануэль фон Крой (1914—2011) — сын 13-го герцога от брака с дочерью американского посла в Германии. Он был женат на дочери баварского кронпринца Рупрехта — Габриэлле (1927—2019).
Сейчас род возглавляет его старший сын — 15-й герцог Рудольф фон Крой, проживающий в Дюльмене (Германия). Рудольф имеет потомство от брака с Александрой Милорадович (правнучкой Л. А. Милорадовича). Их старший сын Карл-Филипп носит титул принца-наследника (Carl-Philipp Erbprinz von Croy).
Графы и принцы де Сольр, герцоги де Крой, маркизы де Молембе:
```
Филипп
 (1562—1612), граф де Сольр
X 1) 
Анна де Бофор
 (ум. 1588)
X 2) 
Анна де Крой
 (ум. 1608), маркиза де Ранти
X 3) 
Гийеметта де Куси
 (ум. 1630), дама де Шемери
│
├1> 
Александр
 (ум. 1604), граф де Сольр
│
├1> 
Жан
 (ум. 1640), граф де Сольр
│   X 
Жанна де Лален
 (1588—1649), дама де Ранти
│   │
│   ├─> 
Альбер-Эммануэль
, граф де Сольр
│   │
│   ├─> 
Филипп-Эммануэль
 (1611—1670), граф де Сольр
│   │   X 
Изабель-Клер де Ганд-Вилен
 (ум. 1664)
│   │   │
│   │   ├─> 
Мария-Жанна
 (1639—1704)
│   │   │   X принц 
Евгений Максимилиан ван Хорн
 (ум. 1709)
│   │   │
│   │   ├─> 
Изабелла-Маргарита-Каролина
 (1640—1662)
│   │   │   X 
Гийом де Майи
, маркиз де Кенуа
│   │   │
│   │   ├─> 
Филипп-Эммануэль-Фердинанд
 (1641—1718), принц де Сольр
│   │   │   X 
Анна-Мария-Франсуаза де Бурнонвиль
 (ум. 1727)
│   │   │   │
│   │   │   ├─> 
Филипп-Александр
 (1676—1723), принц де Сольр
│   │   │   │   X графиня 
Мария-Маргарита-Луиза де Миллендонк
 (1691—1768)
│   │   │   │   │
│   │   │   │   └─> 
Эммануэль
 (1718—1784), герцог де Крой, принц де Сольр, маршал Франции
│   │   │   │       X 
Анжелика-Аделаида д’Аркур
 (1719—1744)
│   │   │   │       │
│   │   │   │       ├─> 
Аделаида
 (1741—1822)
│   │   │   │       │   X 
Жозеф-Анн-Огюст-Максимильен де Крой
, герцог д'Авре (1744—1839)
│   │   │   │       │
│   │   │   │       └─> 
Анн-Эммануэль
 (1743—1803), герцог де Крой, принц де Сольр
│   │   │   │           X 
Августа фон Зальм-Кирбург
 (1747—1822)
│   │   │   │           │
│   │   │   │           ├─> 
Огюст
 (1765—1822), герцог де Крой
│   │   │   │           │   X 1) 
Анна-Виктюрньена де Рошешуар-Мортемар
 (1773—1806)
│   │   │   │           │   X 2) 
Анн-Мари де Дийон
 (1796—1827)
│   │   │   │           │   │
│   │   │   │           │   ├1> 
Альфред
 (1789—1861), герцог де Крой-Дюльмен → 
герцоги фон Крой
 (немецкая линия)
│   │   │   │           │   │   X 
Элеонора цу Зальм-Зальм
 (1794—1871)
│   │   │   │           │   │
│   │   │   │           │   ├1> 
Фердинанд
 (1791—1865), принц де Крой → 
принцы де Крой и Сольр
 (бельгийская линия)
│   │   │   │           │   │   X 
Анна-Луиза-Констанция де Крой-Сольр
 (1789—1869)
│   │   │   │           │   │
│   │   │   │           │   ├1> 
Филипп Франц
 (1801—1871), принц де Крой → 
Австрийская линия

│   │   │   │           │   │   X 
Иоганна Вильгельмина цу Зальм-Зальм
 (1796—1868)
│   │   │   │           │   │
│   │   │   │           │   ├1> 
Стефани
 (1805—1884)
│   │   │   │           │   │   X принц 
Бенжамен-Мериадек де Роган-Рошфор
 (1804—1846)
│   │   │   │           │   │
│   │   │   │           │   └2> 
Гюстав
 (1823—1844), принц де Крой
│   │   │   │           │
│   │   │   │           ├─> 
Эммануэль
 (1768—1842), принц де Сольр
│   │   │   │           │   X 
Аделаида де Крой д'Авре
 (ум. 1846)
│   │   │   │           │   │
│   │   │   │           │   └-> 
Анна-Луиза-Констанция
 (1789—1869), принцесса де Сольр
│   │   │   │           │       X принц 
Фердинанд де Крой
 (1791—1865)
│   │   │   │           │
│   │   │   │           ├─> 
Луи-Шарль-Фредерик-Франсуа
 (1769—1795), принц де Крой
│   │   │   │           │
│   │   │   │           ├─> 
Шарль-Морис-Эммануэль-Гийом
 (1771—1841), принц де Крой
│   │   │   │           │
│   │   │   │           ├─> 
Гюстав-Максимильен-Жюст
 (1773—1844), кардинал, 
архиепископ Руанский

│   │   │   │           │
│   │   │   │           └─> 
Амеде-Луи
 (1777—1832), принц де Крой
│   │   │   │
│   │   │   ├─> 
Альбер-Франсуа
 (ум. 1709)
│   │   │   │
│   │   │   ├─> 
Александр
 (1680—1744), граф де Бофор
│   │   │   │
│   │   │   ├─> 
Изабелла-Александрина
 (1681—1718)
│   │   │   │   X 
Шарль-Филипп де Монморанси
 (1671—1716), принц де Робек
│   │   │   │
│   │   │   ├─> 
Мария-Тереза
, монахиня
│   │   │   │   
│   │   │   └─> 
Жозефина-Шарлотта
 (1693—1774), аббатиса
│   │   │
│   │   ├─> 
Мария-Филиппина
 (1642 — после 1682)
│   │   │   X 
Филипп-Мари-Альбер де Монморанси
, принц де Робек (ум. 1691)
│   │   │
│   │   ├─> 
Бальтазар
 (1644—1704), барон де Молембе
│   │   │   X 
Мария де Креки
 (ум. 1723)
│   │   │   │
│   │   │   ├─> 
Фердинанд-Жозеф
 (ум. 1711), маркиз де Крой
│   │   │   │
│   │   │   ├─> 
Филипп-Франсуа
 (ум. 1725), маркиз де Крой
│   │   │   │
│   │   │   ├─> 
Гийом-Франсуа
 (1687—1764), маркиз де Молембе
│   │   │   │   X 
Анна-Франсуаза де Тразеньи
 (1719—1804)
│   │   │   │   │
│   │   │   │   ├─> 
Жанна-Мари
 (1737—1801), маркиза де Молембе
│   │   │   │   │   X 
Альберт де Тразеньи
, маркиз де Боми
│   │   │   │   │
│   │   │   │   ├─> 
Луиза-Мари
 (1740—1794), дама де Жерминьи
│   │   │   │   │   X граф Ф
илипп де Амаль
 (ум. 1784)
│   │   │   │   │
│   │   │   │   └─> 
Мари-Луиза
 (1748—1772)
│   │   │   │       X 
Пьер де Гримо
, граф д'Орсе
│   │   │   │
│   │   │   ├─> 
Гийом
, аббат
│   │   │   │
│   │   │   ├─> 
Жак Бертен
, мальтийский рыцарь
│   │   │   │
│   │   │   ├─> 
Мари-Эжени-Брижит
 (ум. 1759)
│   │   │   │   X 
Шарль де Бриас
, маркиз де Руайон
│   │   │   │
│   │   │   └─> 
Мари-Филиппина

│   │   │       X 
Мари-Филипп де Виньякур
, барон де Пем (ум. 1758)
│   │   │
│   │   ├─> 
Луи
, каноник
│   │   │
│   │   ├─> 
Альбер-Иасент

│   │   │
│   │   ├─> 
Жан-Франсуа
 (ум. 1723), аббат
│   │   │
│   │   └─> 
Доротея Брижит
 (ум. 1706)
│   │       X 
Амбруаз де Бетт
, маркиз де Лейде (ум. 1677)
│   │
│   ├─> 
Мария Вильгельмина Филиппина
 (ум. 1676)
│   │   X 
Шарль-Альбер де Лонгваль
, граф де Бюкуа (1607—1663)
│   │
│   └─> 
Анна Мария
 (1620—1700)
│       X 
Антуан де Креки
, сеньор де Вролан
│
├2> 
Шарль-Филипп-Александр
 (ум. 1640), маркиз де Ранти, герцог д'Авре
│   X 
Мари-Клер де Крой
 (1605—1664), маркиза д'Авре
│   │
│   ├─> 
Филипп-Эжен
 (ум. 1655), маркиз де Ранти
│   │
│   └─> 
Мария Фердинанда
 (ум. 1683), маркиза де Ранти
│       X граф 
Филипп-Луи д'Эгмонт
 (1623—1682), 
принц Гаврский

│
├2> 
Анна
, баронесса ван Памел
│   X 1) 
Робер де Сент-Омер
, граф де Морбек
│   X 2) 
Клод д'Онньи
, граф де Купиньи (ум. 1640)
│
├2> 
Евгения-Изабелла-Клара

│   X 
Луи де Майи
, сеньор де Шемери
│
├3> 
Клод
, виконт де Лангль
│
└3> 
Филипп-Франсуа
 (ум. 1650), герцог д'Авре → 
линия Крой-Авре

    X 1) 
Мари-Мадлен де Байёль

    X 2) 
Мари-Клер де Крой
 (1605—1664), маркиза д'Авре
```

## Герцоги фон Крой
Немецкая линия дома — герцоги и принцы фон Крой:
```
Альфред
 (1789—1861), герцог де Крой-Дюльмен
X 
Элеонора цу Зальм-Зальм
 (1794—1871)
│
├─> 
Леопольдина
 (1821—1907)
│   X принц 
Эммануэль де Крой-Сольр
 (1811—1865)
│
├─> 
Рудольф
 (1823—1902), герцог фон Крой
│   X 1) 
Натали де Линь
 (1835—1863)
│   X 2) 
Мария Элеонора цу Зальм-Зальм
 (1842—1891)
│   │
│   ├1> 
Евгения
 (1854—1899)
│   │   X князь 
Пал Эстерхази де Галанта
 (1843—1898)
│   │
│   ├1> 
Изабелла
 (1856—1931)
│   │   X 
Фридрих Австрийский
, герцог Тешенский (1856—1936)
│   │
│   ├1> 
Анна
 (1857—1893)
│   │   X граф 
Адемар д'Утремон
 (1845—1910)
│   │
│   ├1> 
Карл Альфред
 (1859—1906), герцог фон Крой
│   │   X 
Мария Людмила фон Аренберг
 (1870—1953)
│   │   │
│   │   ├─> 
Карл Рудольф
 (1889—1974), герцог фон Крой
│   │   │   X 1) (развод) 
Нэнси Лейшман
 (1894—1983)
│   │   │   X 2) (развод) 
Хелен Льюис
 (1898—?)
│   │   │   X 3) 
Мария Луиза Виснер
 (1904—1945)
│   │   │   X 4) 
Хильдегард фон Герард
 (1915—1991)
│   │   │   │
│   │   │   ├1> 
Карл
 (1914—2011), герцог фон Крой
│   │   │   │   X принцесса 
Габриэла Баварская
 (р. 1927)
│   │   │   │   │
│   │   │   │   ├─> 
Мария-Тереза
 (р. 1954)
│   │   │   │   │   X граф 
Штефан фон Вальдердорф
 (1963—2011)
│   │   │   │   │
│   │   │   │   ├─> 
Рудольф
 (р. 1955), герцог фон Крой
│   │   │   │   │   X 
Александра Николаевна Милорадович
 (1960—2015)
│   │   │   │   │   │
│   │   │   │   │   ├─> 
Карл Филипп
 (р. 1989)
│   │   │   │   │   │
│   │   │   │   │   ├─> 
Ксения
 (р. 1990)
│   │   │   │   │   │
│   │   │   │   │   ├─> 
Марк Эммануэль
 (р. 1992)
│   │   │   │   │   │
│   │   │   │   │   ├─> 
Генрих
 (р. 1993)
│   │   │   │   │   │
│   │   │   │   │   ├─> 
Александр
 (р. 1995)
│   │   │   │   │   │
│   │   │   │   │   └─> 
Анастасия
 (р. 1998)
│   │   │   │   │
│   │   │   │   └─> 
Штефан
 (р. 1959)
│   │   │   │       X 
Беатрис дю Шатель де Ла-Овардьер
 (р. 1964)
│   │   │   │       │
│   │   │   │       ├─> 
Шарлотта
 (р. 1992)
│   │   │   │       │
│   │   │   │       ├─> 
Лионель
 (р. 1996)
│   │   │   │       │
│   │   │   │       └─> 
Камилла
 (р. 1998)
│   │   │   │
│   │   │   ├1> 
Антуанетта
 (1915—2011)
│   │   │   │   X 1) (развод) 
Юрген фон Гёрне
 (1908—2001)
│   │   │   │   X 2) (развод) 
Фредерик Нелсон Такер
 (1919—1996)
│   │   │   │   X 3) 
Дуглас Ауф-Ордт
 (1917—2006)
│   │   │   │
│   │   │   ├1> 
Мария-Луиза
 (р. 1919)
│   │   │   │   X 1) (развод) 
Ричард Метц
 (1912—1997)
│   │   │   │   X 2) 
Нелсон Слейтер
 (1893—1968)
│   │   │   │   X 3) 
Фредерик Адамс
 (1910—2001)
│   │   │   │
│   │   │   └3> 
Клеменс
 (1934—2013)
│   │   │       X 1) графиня 
Магдалена Коттулинская
, баронесса фон Коттулин, Кржижковиц унд Добржениц (1941—1999)
│   │   │       X 2) 
Ильзе Лилли Бек
, урожд. Хоффман (1937—2011)
│   │   │       │
│   │   │       ├1> 
Карл Клеменс
 (р. 1963)
│   │   │       │   X 
Михаэла Ройшель
 (р. 1961)
│   │   │       │   │
│   │   │       │   ├─> 
Винценц
 (р. 1993)
│   │   │       │   │
│   │   │       │   ├─> 
Себастиан
 (р. 1995)
│   │   │       │   │
│   │   │       │   ├─> 
Катарина
 (р. 1996)
│   │   │       │   │
│   │   │       │   └─> 
Вероника
 (р. 1998)
│   │   │       │
│   │   │       ├1> 
Сесиль
 (р. 1964)
│   │   │       │   X 
Али-Реза Эсмаэли
 (р. 1963)
│   │   │       │
│   │   │       └1> 
Константин
 (р. 1968)
│   │   │           X 1) (развод) 
Кириаки Трианопулос
 (р. 1969)
│   │   │           X 2) графиня 
Мария цу Зальм-Райффершайдт-Райц
 (р. 1976)
│   │   │           │
│   │   │           ├2> 
Мадлен
 (р. 2006)
│   │   │           │
│   │   │           └2> 
Эммануэль
 (р. 2008)
│   │   │
│   │   ├─> 
Изабелла
 (1890—1982)
│   │   │   X принц 
Франц Баварский
 (1875—1957)
│   │   │
│   │   ├─> 
Энгельберт Эрнст Ойген
 (1891—1974)
│   │   │   X принцесса 
Мария Бенедикта цу Шварценберг
 (1900—1981)
│   │   │
│   │   └─> 
Антон Проспер Клеменс
 (1893—1973)
│   │       X 
Розалия фон Хейден-Линден
 (1894—1942)
│   │       X принцесса 
Вильгельмина фон Крой
 (1906—1990)
│   │       │
│   │       ├1> 
Мария Элизабет
 (1923—2010)
│   │       │   X граф 
Маттиас фон Шметтау
 (1918—1986)
│   │       │
│   │       ├1> 
Карл Альфред
 (1924—2008)
│   │       │   X баронесса 
Хуберта фон Вольф-Меттерних
 (р. 1928)
│   │       │
│   │       ├1> 
Энгельберт Эммануэль
 (1925—1945)
│   │       │
│   │       ├1> 
Клеменс Антон
 (1926—2014)
│   │       │   X графиня 
Мария Тереза фон Шёсберг
 (1927—2004)
│   │       │   │
│   │       │   ├─> 
Ойген Александр
 (р. 1956)
│   │       │   │   X 
Каролин-Хуберта фон Хеннигс
 (р. 1953)
│   │       │   │
│   │       │   ├─> 
Филипп Александр
 (р. 1957)
│   │       │   │   X герцогиня 
Маргарета Ольденбургская
 (р. 1954)
│   │       │   │   │
│   │       │   │   ├─> 
Александр Фридрих-Август
 (р. 1987)
│   │       │   │   │
│   │       │   │   ├─> 
Максимилиан Йоханнес
 (1988—2015)
│   │       │   │   │
│   │       │   │   └─> 
Розалия Франциска
 (р. 1990)
│   │       │   │
│   │       │   ├─> 
Альбрехт-Александр
 (р. 1957)
│   │       │   │   X 
Катарина Фрюхе
 (р. 1958)
│   │       │   │   │
│   │       │   │   └─> 
Юлиус Константин
 (р. 1993)
│   │       │   │
│   │       │   └─> 
Энгельберт Александр
 (р. 1962)
│   │       │       X графиня 
Мария Элизабет фон Вальдбург цу Цайль унд Траухбург
 (р. 1966)
│   │       │       │
│   │       │       ├─> 
Мария Изабелла
 (р. 1991)
│   │       │       │
│   │       │       ├─> 
Константин
 (р. 1992)
│   │       │       │
│   │       │       ├─> 
Карл Георг Клеменс
 (р. 1994)
│   │       │       │
│   │       │       └─> 
Филиппа-Мария
 (р. 1998)
│   │       │
│   │       ├1> 
Маргарета Мария Христина
 (р. 1930)
│   │       │   X граф 
Генрих фон Шёсберг
 (1922—1996)
│   │       │
│   │       ├1> 
София Магдалена
 (1932—1968)
│   │       │   X 
Танги Ле-Жантиль
, виконт де Ромордюк (1927—1992)
│   │       │
│   │       └1> 
Антон Эгон Клеменс
 (1945—2003)
│   │           X 1) (развод) 
Мария Драйехен
 (р. 1950)
│   │           X 2) 
Антуанетта фон Лойцендорф
 (р. 1959)
│   │           │
│   │           ├1> 
София Маргарета
 (р. 1971)
│   │           │   X барон 
Герман фон Ротенан
 (р. 1968)
│   │           │
│   │           ├1> 
Валерия Христиана
 (р. 1972)
│   │           │   X 
Адольф Марконес
 (р. 1968)
│   │           │
│   │           ├1> 
Антон Клеменс
 (р. 1974)
│   │           │
│   │           ├1> 
Изабелла Мария Бенедикта
 (р. 1976)
│   │           │   X 
Петер Фрик
 (р. 1972)
│   │           │
│   │           ├1> 
Франциска Барбара
 (р. 1977)
│   │           │
│   │           ├1> 
Стефания Мария Мануэла
 (р. 1980)
│   │           │
│   │           ├2> 
Мария Тереза
 (р. 1991)
│   │           │
│   │           └2> 
Антон Фердинанд
 (р. 1994)
│   │
│   └1> 
Натали
 (1863—1957)
│       X граф 
Анри де Мерод
, принц де Гринберген, де Рюбампре и д'Эверберген (1856—1908)
│
├─> 
Алексис Вильгельм
 (1825—1898) → 
Богемская линия

│   X 
Франциска цу Зальм-Зальм
 (1833—1908)
│
├─> 
Эмма Августа
 (1826—1909)
│
├─> 
Георг Виктор
 (1828—1879) → 
Французская линия

│   X принцесса 
Мари-Элен Луиза де Лорж
 (1841—1910)
│
├─> 
Анна Франциска
 (1831—1887)
│   X 
Ипполит де Моретон
, маркиз де Шабрилан (1828—1900)
│
├─> 
Берта Розина
 (1833—1906)
│   X барон 
Игнац фон Ландсберг-Фелен
 (1830—1915)
│
└─> 
Габриэлла Генриетта
 (1835—1905)
    X принц 
Шарль де Полиньяк
 (1827—1904)
```

## Принцы де Крой (бельгийская линия)
Обосновавшаяся в Бельгии линия потомков принца Фердинанда де Кроя была подтверждена в княжеском достоинстве королевскими пожалованиями. Главе старшей ветви Леопольду де Крою 2 января 1933 было позволено именоваться принцем де Крой-Сольр с титулом Светлейшего Высочества (Altesse Sérénissime). 8 января 1934 такое же разрешение было дано его младшему брату дипломату Режинальду де Крою. 27 октября 1947 Леопольд III разрешил представителям одной из младших ветвей добавить к имени де Крой титул «дю Рё» (du Roeulx).
```
Фердинанд
 (1791—1865), принц де Крой и Сольр
X 
Анна-Луиза-Констанция де Крой-Сольр
 (1789—1869)
│
├─> 
Эммануэль
 (1811—1865), принц де Крой и Сольр
│   X 
Леопольдина фон Крой
 (1821—1907)
│   │
│   ├─> 
Альфред Эммануэль
 (1842—1888)
│   │   X 
Элизабет Мэри Парнелл
 (1855—1912)
│   │   │
│   │   ├─> 
Мари
 (1875—1968)
│   │   │
│   │   ├─> 
Леопольд
 (1877—1965), принц де Крой-Сольр
│   │   │   X 
Жаклин де Леспине
 (1889—1977)
│   │   │   │
│   │   │   ├─> 
Элизабет
 (1921—2009)
│   │   │   │
│   │   │   ├─> 
Мари Доротея
 (1924—2005)
│   │   │   │   X (развод) 
Хельмут Хеферер
 (р. 1945)
│   │   │   │
│   │   │   ├─> 
Клер
 (1925—2000)
│   │   │   │   X (развод) 
Ричард Тайзер
 (р. 1930)
│   │   │   │
│   │   │   ├─> 
Леопольд Эммануэль
 (1926—1997)
│   │   │   │   X 
Моник Минетт д'Улье
 (1923—1979)
│   │   │   │   │
│   │   │   │   ├─> 
Эммануэль Леопольд
 (р. 1957)
│   │   │   │   │   X 
Мария-Луиза Урибе Гавирия
 (р. 1964)
│   │   │   │   │   │
│   │   │   │   │   ├─> 
Леопольд
 (р. 1988)
│   │   │   │   │   │
│   │   │   │   │   └─> 
Жан
 (р. 1994)
│   │   │   │   │
│   │   │   │   ├─> 
Анри
 (р. 1958)
│   │   │   │   │   X 
Мария дель Сокорро Патиньо Фернандес де Кордова
 (р. 1964)
│   │   │   │   │   │
│   │   │   │   │   ├─> 
Анна
 (р. 1995)
│   │   │   │   │   │
│   │   │   │   │   ├─> 
Анита
 (р. 1996)
│   │   │   │   │   │
│   │   │   │   │   ├─> 
Филипп-Эммануэль
 (р. 1997)
│   │   │   │   │   │
│   │   │   │   │   └─> 
Анри-Александр
 (р. 2002)
│   │   │   │   │
│   │   │   │   ├─> 
Жаклин
 (р. 1960)
│   │   │   │   │
│   │   │   │   └─> 
Элеонора
 (р. 1964)
│   │   │   │       X 
Альбер Плато
 (р. 1956)
│   │   │   │
│   │   │   ├─> 
Флоранс
 (1927—2012)
│   │   │   │   X граф 
Леопольд де Ланнуа
 (1926—2011)
│   │   │   │
│   │   │   ├─> 
Катрин
 (1929—1992)
│   │   │   │
│   │   │   ├─> 
Жаклин
 (р. 1930)
│   │   │   │   X 
Сильвано де Фрейташ Бранку
, виконт до Порту да Крус (р. 1925)
│   │   │   │
│   │   │   └─> 
Эмманюэль
 (р. 1932)
│   │   │       X (развод) 
Оливье Шарбонно
 (1942—2010)
│   │   │
│   │   └─> 
Режинальд
 (1878—1961)
│   │       X принцесса 
Изабелла де Линь
 (1889—1968)
│   │       │
│   │       ├─> 
Иоланда
 (1924—2001)
│   │       │
│   │       └─> 
Диана
 (р. 1927)
│   │
│   ├─> 
Эдуард
 (1843—1914)
│   │
│   ├─> 
Гюстав
 (1845—1889)
│   │   X 
Луиза де Круа
 (1845—1916)
│   │   │
│   │   ├─> 
Маргарита
 (1869—1950)
│   │   │   X граф 
Теодюль де Граммон
 (1865—1940)
│   │   │
│   │   ├─> 
Этьен
 (1872—1932)
│   │   │   X принцесса 
Мария Сальватрикс фон Аренберг
 (1874—1956)
│   │   │   │
│   │   │   ├─> 
Элеонора
 (1897—1990)
│   │   │   │   X граф 
Ги де Ларошфуко
 (1894—1952)
│   │   │   │
│   │   │   ├─> 
Этьен Гюстав
 (1898—1990), принц де Крой дю Рё
│   │   │   │   X 
Альетт де Померё
 (1903—1998)
│   │   │   │   │
│   │   │   │   ├─> 
Родольф
 (1924—2013)
│   │   │   │   │   X 1) (развод) 
Одиль де Байёль
 (р. 1926)
│   │   │   │   │   X 2) 
Элен де Пьер де Берни-Кальвьер
 (1937—1995)
│   │   │   │   │   X 3) 
Беранжер Мари Катрин Соланж де Натт
 (р. 1948)
│   │   │   │   │   │
│   │   │   │   │   ├1> 
Оливье
 (р. 1948)
│   │   │   │   │   │   X 
Изабель Бохольц
 (р. 1954)
│   │   │   │   │   │   │
│   │   │   │   │   │   ├─> 
Маргарита
 (р. 1982)
│   │   │   │   │   │   │   X 
Шарль Артюр де Клермон-Тоннер
 (р. 1983)
│   │   │   │   │   │   │
│   │   │   │   │   │   ├─> 
Адриен
 (р. 1983)
│   │   │   │   │   │   │   X 
Жаклин Ариадна Демаре

│   │   │   │   │   │   │   │
│   │   │   │   │   │   │   └─> 
Геа
 (р. 2014)
│   │   │   │   │   │   │
│   │   │   │   │   │   └─> 
Александра
 (р. 1988)
│   │   │   │   │   │
│   │   │   │   │   ├1> 
Альетт
 (р. 1951)
│   │   │   │   │   │   X (развод) принц 
Шарль Антуан де Линь де Латремуй
 (р. 1946)
│   │   │   │   │   │
│   │   │   │   │   └2> 
Максимильен
 (р. 1971)
│   │   │   │   │       X 
Манон Шарлье
 (р. 1971)
│   │   │   │   │
│   │   │   │   └─> 
Филипп
 (1928—2006)
│   │   │   │       X 
Дениз-Мелина Ланнеграс
 (р. 1926)
│   │   │   │
│   │   │   ├─> 
Эммануэль
 (р. и ум. 1904)
│   │   │   │
│   │   │   ├─> 
Александр
 (1905—1929)
│   │   │   │
│   │   │   ├─> 
Мари-Клер
 (1907—2000)
│   │   │   │   X принц 
Амори де Мерод
 (1902—1980)
│   │   │   │
│   │   │   └─> 
Гюстав
 (1911—1993), принц де Крой дю Рё
│   │   │       X 
Рене Леларж
 (1908—1990)
│   │   │
│   │   ├─> 
Констанс
 (1878—1943)
│   │   │   X граф 
Эльзеар де Сабран-Понтев
 (1865—1940)
│   │   │
│   │   ├─> 
Аликс
 (1884—1967)
│   │   │   X 
Рене де Лакруа
, граф де Кастр (1876—1950)
│   │   │
│   │   └─> 
Полин
 (1887—1987)
│   │
│   └─> 
Эмма
 (1858—1934)
│
├─> 
Огюстина
 (1815—1886)
│   X князь 
Альфред цу Зальм-Зальм
 (1814—1886)
│
├─> 
Максимильен
 (1821—1865), принц де Крой-Авре
│
└─> 
Жюст
 (1824—1908)
    X графиня 
Мари д'Юрсель
 (1833—1885)
    │
    ├─> 
Мари
 (1856—1914)
    │   X граф 
Адольф дю Шатель де Ла-Овардери
 (1851—1918)
    │
    ├─> 
Софи
 (1858—1933)
    │
    ├─> 
Анри
 (1860—1946), принц де Крой
    │   X 
Корнелия Помье
 (1877—1943)
    │
    ├─> 
Альфред
 (1862—1934)
    │
    ├─> 
Фердинанд
 (1867—1958), принц де Крой, священник
    │
    ├─> 
Шарль
 (1869—1943), принц де Крой
    │   X графиня 
Матильда де Робьяно
 (1868—1946)
    │   │
    │   ├─> 
Мадлен
 (1897—1957)
    │   │
    │   ├─> 
Альбер
 (1900—1981)
    │   │
    │   ├─> 
Матильда
 (1902—1998)
    │   │   X маркиз 
Шарль д'Ив де Баве
 (1885—1982)
    │   │
    │   ├─> 
Мари-Иммакюле
 (1905—2007)
    │   │   X граф 
Тьерри фон Лимбург-Штирум
 (1904—1968)
    │   │
    │   ├─> 
Эммануэль
 (1908—1997)
    │   │   X графиня 
Николь де Марникс де Сент-Альдегонд
 (1919—2011)
    │   │   │
    │   │   ├─> 
Изабель
 (р. 1945)
    │   │   │   X граф 
Вольфганг д'Юрсель
 (р. 1936)
    │   │   │
    │   │   ├─> 
Мари Габриель
 (р. 1946)
    │   │   │   X принц 
Адриен де Мерод
 (р. 1946)
    │   │   │
    │   │   ├─> 
Гийом
 (р. 1950)
    │   │   │   X графиня 
Изабель фон Коллальто унд Сан-Сальваторе
 (р. 1960)
    │   │   │   │
    │   │   │   ├─> 
Эммануэль
 (р. 1990), принц де Крой-Коллальто
    │   │   │   │
    │   │   │   └─> 
Виолетта
 (р. 1995)
    │   │   │
    │   │   └─> 
Шарль
 (р. 1951)
    │   │
    │   └─> 
Жан
 (1910—1990)
    │
    └─> 
Жозеф
 (1873—1968)
        X 
Женевьев Коллине де Ласалль
 (1883—1937)
        │
        ├─> 
Элизабет
 (1904—1972)
        │
        ├─> 
Маргарита
 (1912—2001)
        │
        └─> 
Элен
 (1916—1980)
```

## Принцы фон Крой (австрийская линия)
Потомки прусского свитского генерал-лейтенанта Филиппа Франца фон Кроя (Филиппа-Франсуа-Бернара-Виктюрньена де Кроя):
```
Филипп Франц
 (1801—1871), принц фон Крой-Дюльмен
X 
Иоганна Вильгельмина цу Зальм-Зальм
 (1796—1868)
│
├─> 
Иоганна
 (1825—1890)
│   X граф 
Константин Константинович фон Бенкендорф
 (1817—1858)
│
├─> 
Леопольд
 (1827—1894)
│   X 1) графиня 
Беатрикс Нугент фон Вестмет
 (1822—1880)
│   X 2) графиня 
Роза фон Штернберг
 (1836—1918)
│
├─> 
Александр
 (1828—1887)
│   X графиня 
Элизабет Мария фон Вестфален цу Фюрстенберг
 (1834—1910)
│   │
│   ├─> 
Кунигунда
 (1864—1931)
│   │
│   ├─> 
Карл
 (1866—1923)
│   │
│   ├─> 
Элизабет Мария
 (1868—1960)
│   │
│   ├─> 
Вильгельм
 (1869—1918)
│   │   X 
Дезидерия Ронаи де Сомбор
 (1874—1935)
│   │   │
│   │   ├─> 
Штефан
 (1899—1966)
│   │   │   X 
Беатрикс Тэйлор
 (1904—1969)
│   │   │
│   │   ├─> 
Доротея
 (1900—1966)
│   │   │   X 
Луис Алри Лассон
 (1893—1972)
│   │   │
│   │   ├─> 
Хелена
 (1902—1979)
│   │   │
│   │   ├─> 
Элизабет Кунигунда
 (1904—1944)
│   │   │   X (развод) 
Зепп Брандль

│   │   │
│   │   └─> 
Мари Хелена
 (1912—2007)
│   │
│   ├─> 
Леопольд
 (1871—1934)
│   │
│   ├─> 
Клеменс
 (1873—1926)
│   │   X принцесса 
Кристиана фон Ауэршперг
 (1878—1945)
│   │   │
│   │   ├─> 
Франц
 (1903—1918)
│   │   │
│   │   ├─> 
Мария Элизабет
 (1905—1971)
│   │   │   X граф 
Ойген фон Вальдштейн-Вартенберг
 (1905—1967)
│   │   │
│   │   ├─> 
Вильгельмина
 (1906—1990)
│   │   │   X принц 
Антон фон Крой
 (1893—1973)
│   │   │
│   │   ├─> 
Мария Габриела
 (1908—1958)
│   │   │
│   │   ├─> 
Карл
 (1912—1983)
│   │   │   X 1) баронесса 
Барбара Золль фон унд цу Тайссенег ауф Штайнбург
 (1906—1958)
│   │   │   X 2) 
Эва Мария Винклер фон Винкельштейн
 (1909—1985)
│   │   │   │
│   │   │   ├1> 
Фердинанд
 (р. 1940)
│   │   │   │   X 
Мария Антуанетта Хук
 (р. 1948)
│   │   │   │   │
│   │   │   │   └─> 
Клеменс
 (р. 1974)
│   │   │   │
│   │   │   ├1> 
Элизабет
 (р. 1941)
│   │   │   │   X (развод) барон 
Альбрехт фон ден Бонгарт
 (р. 1940)
│   │   │   │
│   │   │   └1> 
Кристиана
 (р. 1945)
│   │   │       X 
Иоганн Андреас фон Миллер цу Айхольц
 (р. 1940)
│   │   │
│   │   ├─> 
Франциска
 (1917—1991)
│   │   │   X граф 
Йозеф Шалль-Риокур
 (1908—1944)
│   │   │
│   │   └─> 
Агата
 (1920—1993)
│   │       X 
Йоханнес Хассльвандтер
 (1911—1977)
│   │
│   ├─> 
Александр
 (1873—1937)
│   │   X графиня 
Матильда фон Штокау
 (1881—1949)
│   │   │
│   │   ├─> 
Антон
 (1909—1976)
│   │   │   X 1) (развод) принцесса 
Клементина фон Ратибор унд Корвей цу Хоэнлоэ-Шиллингсфюрст
 (1918—2005)
│   │   │   X 2) 
Маргрит Крайенбринк
 (р. 1932)
│   │   │   │
│   │   │   ├1> 
Александра
 (р. 1941)
│   │   │   │   X граф 
Александр фон Бисмарк-Шёнхаузен
 (1935—1992)
│   │   │   │
│   │   │   ├1> 
Франц Клеменс
 (р. 1946)
│   │   │   │
│   │   │   └2> 
Патрисия
 (р. 1964)
│   │   │
│   │   ├─> 
Элизабета
 (1911—1985)
│   │   │   X граф 
Хеймдалль цу Штольберг-Вернигероде
 (1904—1942)
│   │   │
│   │   ├─> 
Александр
 (1912—2002)
│   │   │   X 1) (развод) 
Энн Кэмпбелл
 (1917—1986)
│   │   │   X 2) 
Этель Эвелин Примроуз Уинч
 (1928—2016)
│   │   │   │
│   │   │   ├1> 
Шарлотта
 (р. 1938)
│   │   │   │   X 1) (развод) князь 
Крафт цу Хоэнлоэ-Лангенбург
 (1935—2004)
│   │   │   │   X 2) барон 
Иоганн фон Твикель
 (р. 1940)
│   │   │   │
│   │   │   ├1> 
Эмма
 (р. 1943)
│   │   │   │   X (развод) граф 
Фердинанд фон Вальдбург цу Вольфег унд Вальдзее
 (1933—2001)
│   │   │   │
│   │   │   └1> 
Максимилиан
 (р. 1946)
│   │   │       X 
Христина Кручник

│   │   │       │
│   │   │       ├─> 
Оливер Ян
 (р. 1970)
│   │   │       │   X 
Хенрике Нильсен
 (р. 1973)
│   │   │       │   │
│   │   │       │   └─> 
Розмари
 (р. 2007)
│   │   │       │
│   │   │       └─> 
Александр Кристиан
 (р. 1974)
│   │   │
│   │   ├─> 
Эвелин
 (1914—1988)
│   │   │   X граф 
Освальд фон Кильмансег
 (1908—2002)
│   │   │
│   │   └─> 
Мария-Роза
 (1916—2001)
│   │       X граф 
Готтард Шаффготч
, наз. 
Семперфрай фон унд цу Кинаст унд Грайфенштейн
 (1914—1997)
│   │
│   └─> 
Мария
 (1874—1874)
│
├─> 
Стефания
 (1831—1907)
│
├─> 
Амалия
 (1835—1897), монахиня
│
├─> 
Мария
 (1837—1915)
│   X князь 
Карл Лихновский
 (1819—1901)
│
└─> 
Август Филипп
 (1840—1913)
    X принцесса 
Адельхайд цу Зальм-Зальм
 (1840—1916)
    │
    ├─> 
Эмануэль
 (1874—1949)
    │
    └─> 
Леопольдина
 (1876—1947)
```

## Линия Крой-Авре

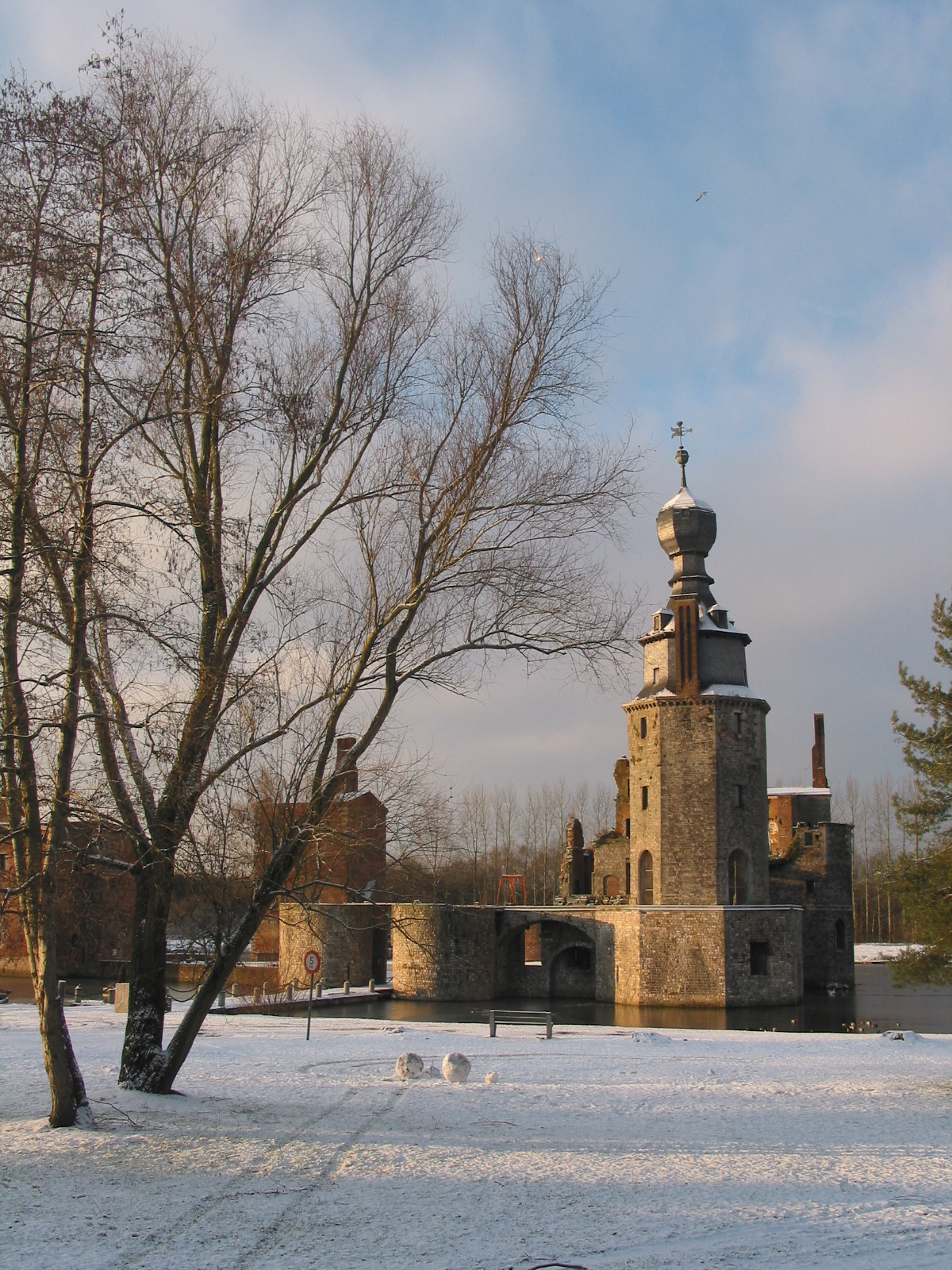
Руины замка в Авре

Родоначальником ветви Крой-Авре был сын Филиппа II от брака с Анной Лотарингской, Шарль-Филипп де Крой (1549—1613). За верную службу Габсбургам он был пожалован в 1594 году княжеским титулом — первый случай пожалования в имперские князья рядового барона. Его сын Шарль-Александр де Крой (1581—1624) — гранд Испании, управляющий финансами испанской короны, один из полководцев в Белогорском сражении. Оставил мемуары. Он был застрелен в своём брюссельском дворце, по слухам — любовником жены, маркизом Спинолой.
Владения Карла Александра унаследовала его дочь от брака с сестрой принца Линя. От браков с кузенами из других ветвей Круа она прижила детей, которые унаследовали Авре, возведённое для неё Филиппом III Испанским в статус герцогства. Представители ветви Круа-Авре проживали преимущественно при версальском дворе. Наиболее известна среди них Луиза Елизавета де Турзель — воспитательница детей Людовика XVI и Марии-Антуанетты. Герцогским титулом её, маркизу де Турзель, наградил воспитанник — Карл X. Эта линия угасла в 1839 году со смертью в замке Ре 95-летнего 7-го герцога Авре и Круа.
Своеобразно сложилась судьба племянника Карла-Александра, Эрнста Богуслава фон Круа (1620—1684), который воспитывался в Померании матерью — последней представительницей Померанской династии. От деда он получил во владение Машево и Новоград, но отдал предпочтение церковной карьере, приняв управление епископством Камминским. В 1670-е годы наместничал в Пруссии, умер в Кёнигсберге, похоронен в Слупском замке.
Герцоги д’Авре и де Крой:
```
Филипп-Франсуа
 (ум. 1650), герцог д'Авре
X 1) 
Мари-Мадлен де Байёль

X 2) 
Мари-Клер де Крой
 (1605—1664), маркиза д'Авре
│
└2> 
Фердинанд-Жозеф-Франсуа
 (1644—1694), герцог д'Авре и де Крой
    X 
Мари-Жозеф-Барб де Алевин
 (ум. 1713)
    │
    ├─> 
Мари-Тереза
 (1672—1721)
    │   X 
Гонсало Хосеф Ариас-Давила Колома
, маркиз де Ногера (ум. 1736)
    │
    ├─> 
Мари-Эрнестина
 (1673—1714)
    │   X ландграф 
Филипп Гессен-Дармштадтский
 (1671—1736)
    │
    ├─> 
Мари-Клер
 (1679—1744/1749)
    │   X маркиз 
Амбруаз-Жозеф де Эрзель
 (1680—1759)
    │
    ├─> 
Мари-Мадлен
 (1681—1755)
    │   X 
Паскуале Каэтано д'Арагона
, граф д'Алиссе (ум. 1721)
    │
    ├─> 
Шарль-Антуан-Жозеф
 (1683—1710), герцог д'Авре и де Крой
    │
    ├─> 
Жан-Батист-Франсуа-Жозеф
 (1686—1727), герцог д'Авре и де Крой
    │   X 
Мари-Анн-Сезарин Ланте делла Ровере
 (1693—1753)
    │   │
    │   ├─> 
Луи-Фердинанд-Жозеф
 (1713—1761), герцог д'Авре и де Крой
    │   │   X 
Мари-Луиза-Кюнегонда де Монморанси-Люксембург
 (1716—1764)
    │   │   │
    │   │   ├─> 
Мари-Анн-Кристина
 (1737—1788)
    │   │   │   X граф 
Габриель-Франсуа де Руже
, маркиз де Шоле (1729—1786)
    │   │   │
    │   │   ├─> 
Эмманюэль-Луиза-Габриель
 (1738—1796), монахиня
    │   │   │
    │   │   ├─> 
Мари-Шарлотта-Жозефина
 (1740—1776)
    │   │   │   X 
Шарль Оливье де Верак
, сеньор де Куе-Верак (1743—1828)
    │   │   │
    │   │   ├─> 
Жозеф-Анн-Огюст-Максимильен
 (1744—1839), герцог д'Авре и де Крой
    │   │   │   X 
Аделаида де Крой-Сольр
 (1741—1822)
    │   │   │   │
    │   │   │   ├─> 
Аделаида-Мари-Луиза
 (1768—1846)
    │   │   │   │   X 
Эммануэль-Мари-Максимильен де Крой
 (1768—1842), принц де Сольр
    │   │   │   │
    │   │   │   ├─> 
Амели-Габриель-Жозефина
 (1774—1847)
    │   │   │   │   X 
Шарль-Луи-Габриель де Конфлан
, маркиз д'Армантьер (1772—1849)
    │   │   │   │
    │   │   │   ├─> 
Полина-Амели-Луиза
 (1776—1849)
    │   │   │   │
    │   │   │   └─> 
Эрнест-Эммануэль-Жозеф
 (1780—1828), маркиз д'Авре
    │   │   │
    │   │   └─> 
Луиза-Элизабет-Фелисите
 (1749—1832)
    │   │       X 
Луи-Франсуа II дю Буше де Сурш
, маркиз де Турзель (1744—1786)
    │   │
    │   ├─> 
Мари-Луиза
 (1714 — после 1748)
    │   │   X 
Карло де Тана
, маркиз де Тана ди Вероленго (ум. 1763)
    │   │
    │   ├─> 
Жан-Жюст-Фердинанд-Жозеф
 (1716—1790), граф де Приего
    │   │   X 
Мари-Бетлеем-Фердинанда Ланте делла Ровере
 (1722—1771)
    │   │
    │   ├─> 
Мари-Анн-Шарлотта
 (1717—?)
    │   │   X 
Хоакин Антонио Хименес де Палафокс
, маркиз де Ариса (1708—1775)
    │   │
    │   └─> 
Полина-Жозефа
 (1721—?), монахиня
    │
    └─> 
Фердинанд-Жозеф-Франсуа
 (1688—1726)
```